# Johannes Rabeneck

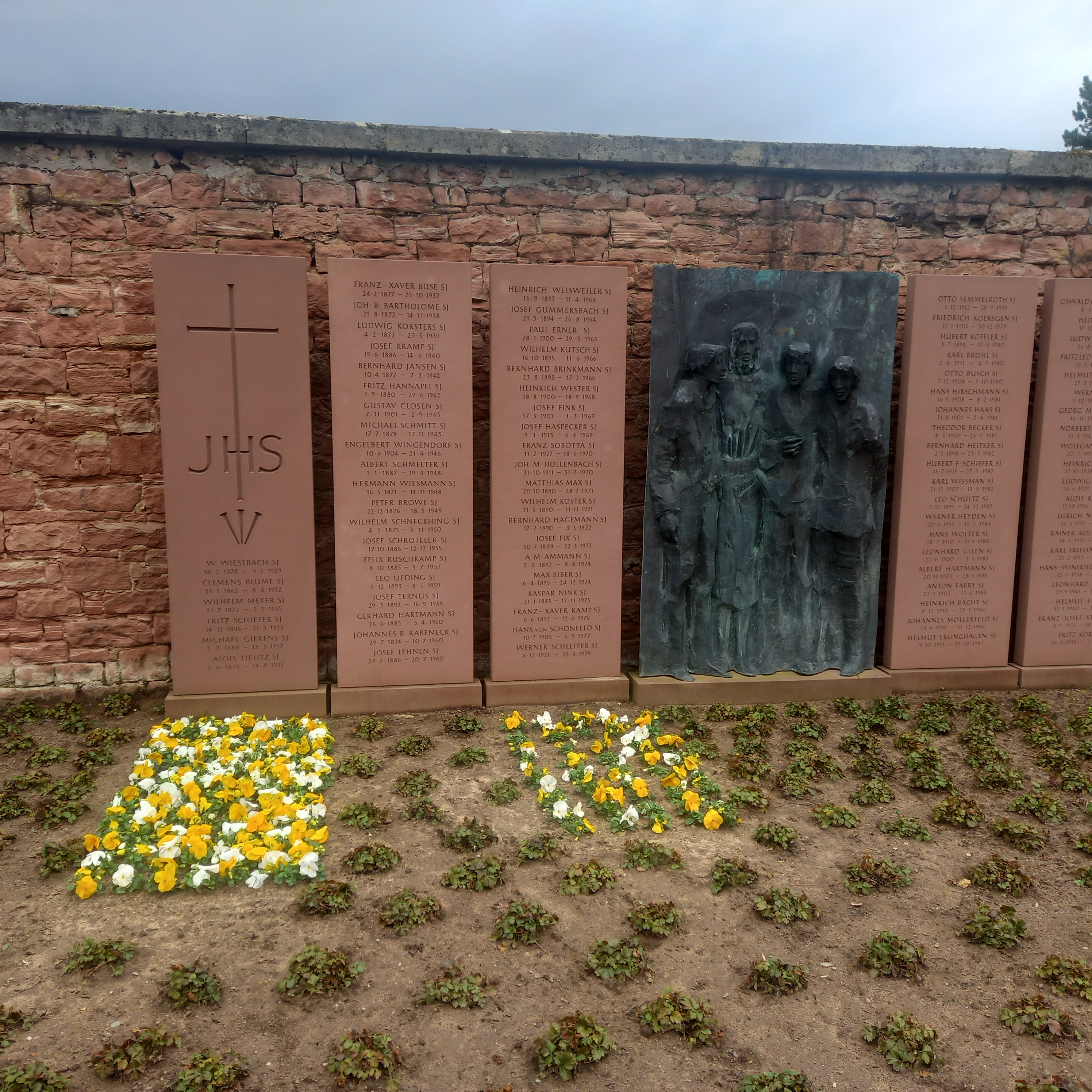
Das Grab von Johannes Rabeneck in der Grabanlage des Jesuitenordens auf dem Südfriedhof (Frankfurt am Main)

Johannes Baptist Rabeneck (* 29. Juli 1874 in Paderborn; † 10. Juli 1960 in Pullach) war ein deutscher römisch-katholischer Geistlicher, Jesuit und Dogmatiker.

## Leben
Johannes Rabeneck trat nach dem Abitur in den Jesuitenorden ein und lehrte von 1909 bis 1910 und von 1912 bis 1919 Fundamentaltheologie und Dogmatik an der Jesuiten-Hochschule in Valkenburg. Von 1922 bis 1924 wirkte er als Professor für Biblische Theologie an der Päpstlichen Universität Gregoriana in Rom und anschließend bis 1936 und von 1942 bis 1942 erneut als Professor für Dogmatik in Valkenburg. Nachdem die dortige Ordenshochschule nach dem deutschen Einmarsch in die Niederlande im Juli 1942 von der Gestapo aufgelöst worden war, wechselte Rabeneck als Professor für Dogmatik und Biblische Theologie an die 1925 gegründete Philosophische Hochschule Berchmannskolleg in Pullach, wo er bis 1948 tätig war.
Im Herbst 1934 war Johannes Rabeneck von Papst Pius XI. beauftragt worden, zusammen mit seinem Ordensbruder Franz Hürth für das Heilige Offizium eine Stellungnahme zur nationalsozialistischen Ideologie vorzubereiten. Bereits nach einem halben Jahr hatten die beiden Jesuiten „– im Wesentlichen aus Hitlers ‚Mein Kampf‘ – ein Verzeichnis der Hauptirrtümer des Nationalismus, Rassismus und Totalitarismus zusammengestellt“.

## Schriften
- De Ludovici de Molina studiorum philosophiae curriculo in: Archivum Historicum Societas Jesu VI, 1937
- S. Thomae de Aquino de generatione verbi et processione spiritus sancti ex libro IV Summae contra Gentiles, Aschendorff, Münster 1937 (Hrsg.)
- Einführung in die Evangelien durch Darlegung ihrer Gliederung, Aschendorff, Münster 1941
- Das Geheimnis des dreipersönlichen Gottes, Herder, Freiburg 1949